# Typhlacontias rohani
Typhlacontias rohani — вид сцинкоподібних ящірок родини сцинкових (Scincidae). Мешкає в Південній Африці.

## Поширення і екологія
Typhlacontias rohani мешкають в Намібії, Ботсвані, Зімбабве, Замбії і Анголі. Вони живуть в сухих саванах, серед пісків Калахарі, на висоті від 950 до 1500 м над рівнем молря.